# Kurt Schmoller
Kurt Schmoller (* 8. September 1959 in Salzburg) ist ein österreichischer Rechtswissenschaftler und Hochschullehrer an der Universität Salzburg.

## Leben
Schmoller studierte Rechtswissenschaften an der Universität Salzburg. Dort wurde er 1981 sub auspiciis praesidentis zum Dr. iur. promoviert. Im selben Jahr wurde er Universitätsassistent am Salzburger Institut für Strafrecht, Strafprozessrecht und Kriminologie. 1985 habilitierte er sich dort und erhielt die Venia legendi für die Fächer Strafrecht und Strafprozessrecht. Anschließend hielt er sich als Stipendiat der Alexander-von-Humboldt-Stiftung am Max-Planck-Institut für ausländisches und internationales Strafrecht in Freiburg im Breisgau auf. 1987 kehrte Schmoller nach Österreich zurück, um einen Lehrstuhl an der Universität Innsbruck zu vertreten. Im selben Jahr erhielt er den Wissenschaftspreis der Stadt Salzburg. Im Wintersemester 1988/89 und im folgenden Sommersemester vertrat er einen Lehrstuhl an der Universität Tübingen.
1992 wurde Schmoller Universitätsprofessor an der Universität Graz. Bereits 1993 wechselte er unter Ablehnung von Rufen der Universitäten Leipzig und Trier an die Universität Salzburg auf den Lehrstuhl für Strafrecht und Strafverfahrensrecht, den er seitdem innehat. Von 2004 bis 2009 war er Dekan der Salzburger rechtswissenschaftlichen Fakultät. Seit 2007 ist er korrespondierendes, seit 2010 wirkliches Mitglied der Österreichischen Akademie der Wissenschaften.
Schmoller ist seit 1984 verheiratet und Vater von fünf Kindern.

## Werke
- Alternative Tatsachenaufklärung im Strafrecht. Wahlfestellungen, Stufenverhältnisse, „Freispruch zweiter Klasse“. Orac, Wien 1986, ISBN 978-3-7015-4112-6 (Habilitationsschrift).
- Bedeutung und Grenzen des fortgesetzten Delikts. Zugleich ein Beitrag zur Lehre vom „beweglichen System“. Manz, Wien 1988, ISBN 978-3-214-06017-6.
- mit Diethelm Kienapfel: Studienbuch Strafrecht. Besonderer Teil II: Delikte gegen Vermögenswerte. Manz, Wien 2003, ISBN 3-214-10570-1.
- mit Diethelm Kienapfel: Strafrecht Besonderer Teil III – Delikte gegen sonstige Individual- und Gemeinschaftswerte. 2. Auflage. Manz, Wien 2009, ISBN 978-3-214-14963-5.